# Efecte renda
En microeconomia s'entén per efecte renda o efecte ingrés a un dels efectes que provoca la variació del preu d'un producte sobre la demanda.

## Introducció
La demanda d'un producte depèn, entre altres factors, del preu. És a dir, quan s'altera el preu d'un producte, es produeix un canvi en la quantitat demanada d'aquest producte. L'estudi més profund d'aquesta influència ha descompost l'efecte esmentat en dues parts diferenciades. Quan varia el preu del producte es produeix per una banda un canvi en la renda real del subjecte que influeix en la demanda i que és estudiada per l'anomenat efecte renda i per altra banda es produeix un encariment o abaratiment del producte respecte als altres que és estudiat per l'anomenat efecte substitució.
L'efecte renda de la variació d'un preu és la part de l'ajust de la quantitat demanada que depèn de la variació de la renda real.
És a dir, si tota la renda està destinada a adquirir dos béns associats (per exemple, tomàquets i pomes) i disminueix el preu d'un dels béns (tomàquets), i els altres elements romanen constants, el consumidor podrà adquirir la mateixa quantitat de tomàquets i pomes que abans de la baixada del preu i li sobrarà una quantitat de diners, s'ha provocat per tant un augment de la seva renda real, que no és altra cosa que la capacitat adquisitiva de què disposa el subjecte.
Aquest increment de la seva renda real el pot dedicar a l'adquisició de més tomàquets o no, depenent que els tomàquets es comportin com un bé normal o inferior. Aquest possible increment del consum de tomàquets provocat perquè el subjecte ara té més capacitat adquisitiva és l'anomenat efecte renda.